# Дан Лири-Ратдаун (округ)
Округ Дан Лири-Ратдаун (енгл. County Dun Laoghaire-Rathdown, ир. Contae Dún Laoghaire–Ráth an Dúin) је један од 3 нова управна округа Републике Ирске, смештен у њеном источном делу, у покрајини Ленстер. Седиште округа је град Дан Лири.
Округ Дан Лири-Ратдаун је издвојен 1994. године из округа Даблин, који је тада, због свом бројног становништва и великог значаја, подељен на четири ужа округа: 
- Градски округ Даблин
- Округ Дан Лири-Ратдаун
- Округ Јужни Даблин
- Округ Фингал.

Сва четири округа данас чини тзв. Даблинску регију.

## Положај и границе округа
Округ Дан Лири-Ратдаун се налази у источном делу ирског острва и Републике Ирске и граничи се са:
- север: Град Даблин,
- исток: Ирско море,
- југ: округ Виклоу,
- запад: округ Јужни Даблин.

## Природни услови
Рељеф: Округ Дан Лири-Ратдаун је покренутог тла. Превлађује побрђе, а на југозападу се издиже планина Ту Рокс, висока 536 метара.
Клима Клима у округу Дан Лири-Ратдаун је умерено континентална са изразитим утицајем Атлантика и Голфске струје. Стога град одликује блага и веома променљива клима.
Воде: Округ Дан Лири-Ратдаун излази дугом обалом на Ирско море. Обала је данас цела изграђена са приградским насељима, а ту је смештена и велика лука града Дан Лирија.

## Становништво
По подацима са Пописа 2011. године на подручју округа Дан Лири-Ратдаун живело је преко 200 хиљада становника, већином етничких Ираца, али и доста страних усељеника. Последње три деценије број становника округа расте по стопи од близу 2% годишње, па је у датом раздобљу становништво порасло за преко 60%.
Густина насељености - Округ Дан Лири-Ратдаун има густину насељености од око 1.600 ст./км², што је вишеструко више од државног просека (око 60 ст./км²). Цео округ је добро насељен, а посебно приобални и еверни, који чине сео грађевинског подручја Даблина.
Језик: У целом округу се равноправно користе енглески и ирски језик.